# Kampus Paris Rive Gauche
Kampus Paris Rive Gauche je kampus v Paříži ve 13. obvodu v moderní čtvrti Paris Rive Gauche. Od roku 2007 slouží Univerzitě Paříž VII. Jeho celková rozloha činí 155 000 m2. Po dokončení v červnu 2012 se zvýší na 210 000 m2.

## Historie projektu
Univerzita Paříž VII sídlila původně společně s Univerzitou Paříž VI a Institut de physique du globe (Ústav fyziky Země) v kampusu Jussieu. Nedostatek prostoru vedl v roce 1996 k rozhodnutí přesunout univerzitu na jiné místo. Rovněž také proto, že kampus musel být rekonstruován kvůli odstranění azbestu použitého při výstavbě v 60. letech. V rámci projektu Paris Rive Gauche, při kterém byla revitalizována průmyslová oblast ve 13. obvodu mezi Slavkovským nádražím a městským okruhem, byl vybrán areál i pro Univerzitu Paříž VII. Na konci roku 1999 bylo rozhodnuto o zahájení rekonstrukce dvou budov a postavení čtyř nových. Kampus oficiálně otevřel 7. února 2007 premiér Dominique de Villepin a ministr školství Gilles de Robien.

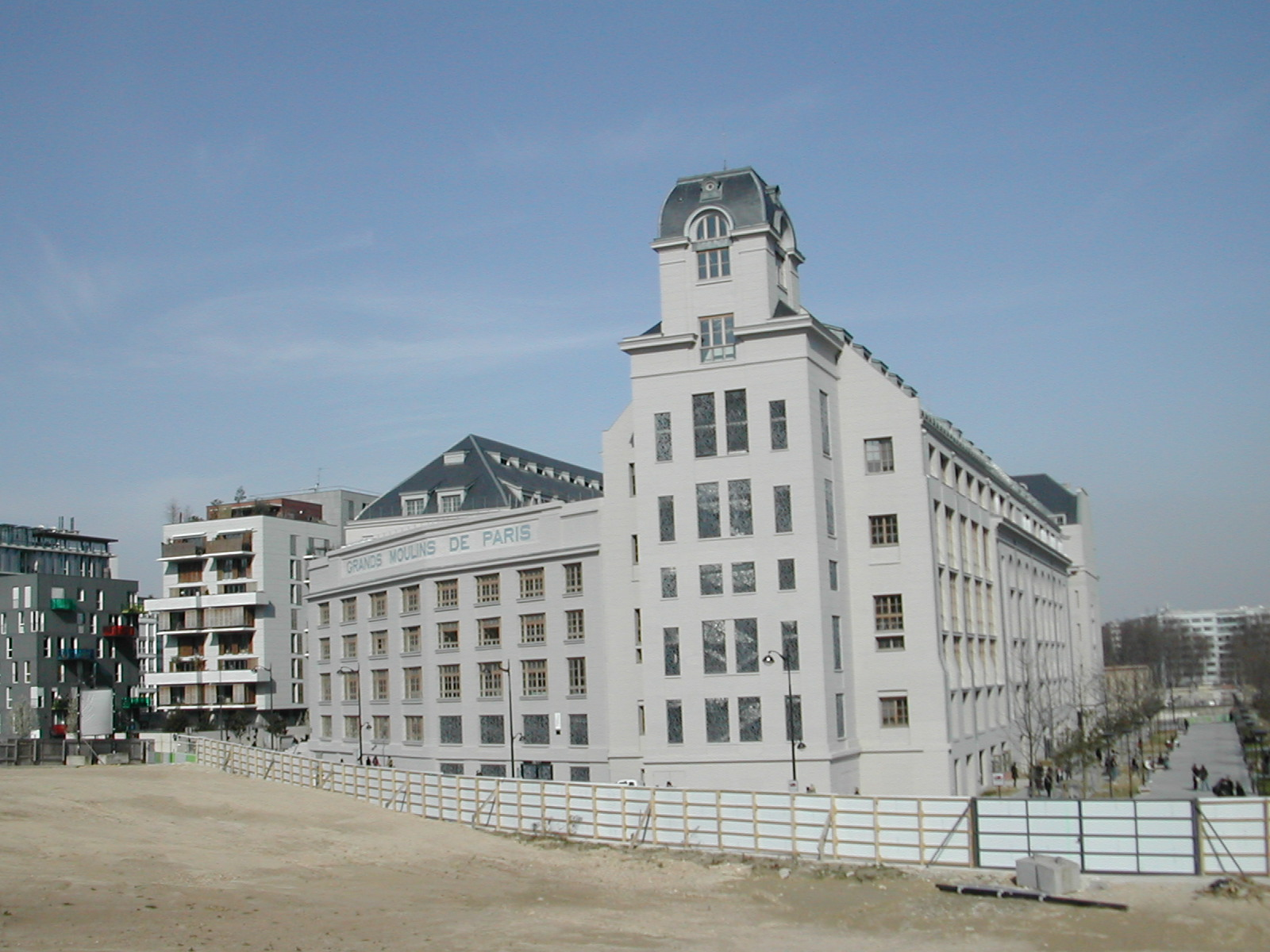
Les Grands Moulins

## Budovy v kampusu

Campus des Grands Moulins

### Les Grands Moulins
Budova zvaná Velké mlýny se nachází v ulici Rue Thomas-Mann a rekonstruoval ji v letech 2004-2006 architekt Rudy Ricciotti. Je hlavním sídlem a administrativním centrem Univerzity Paříž VII a dále jsou zde fakulta jazyků a civilizací východní Asie, fakulta humanitních věd a ústřední knihovna. Vznikla přestavbou mlýnů na mouku.

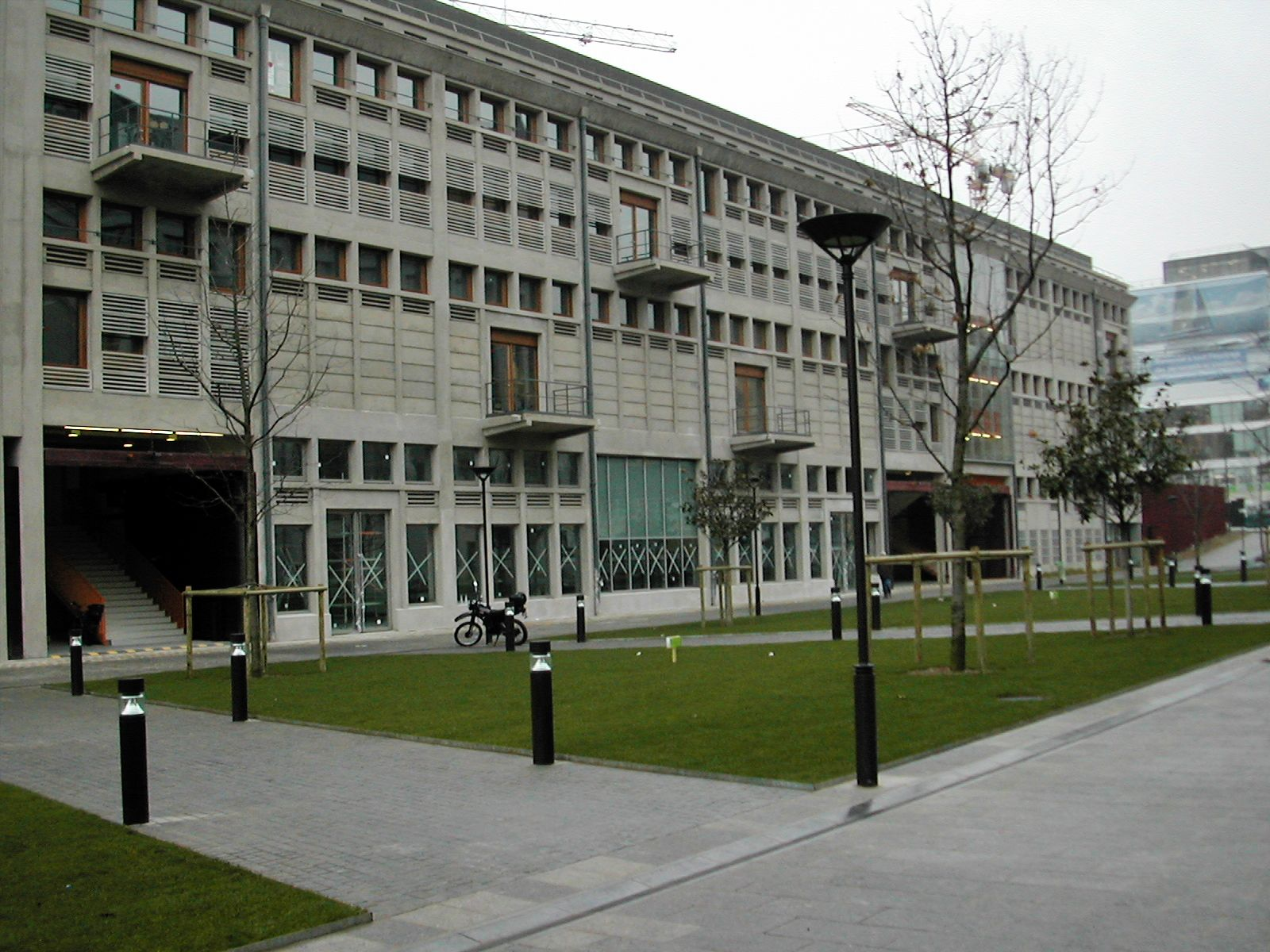
Halle aux Farines

### Halle aux Farines
Budova zvaná Tržnice mouky se nachází na nábřeží Quai Panhard-et-Levassor a podél ulice Rue Françoise-Dolto. Rekonstrukcí byl v letech 2004-2006 pověřen architekt Nicolas Michelin. Jedná se o bývalou tržnici a sklady mouky.

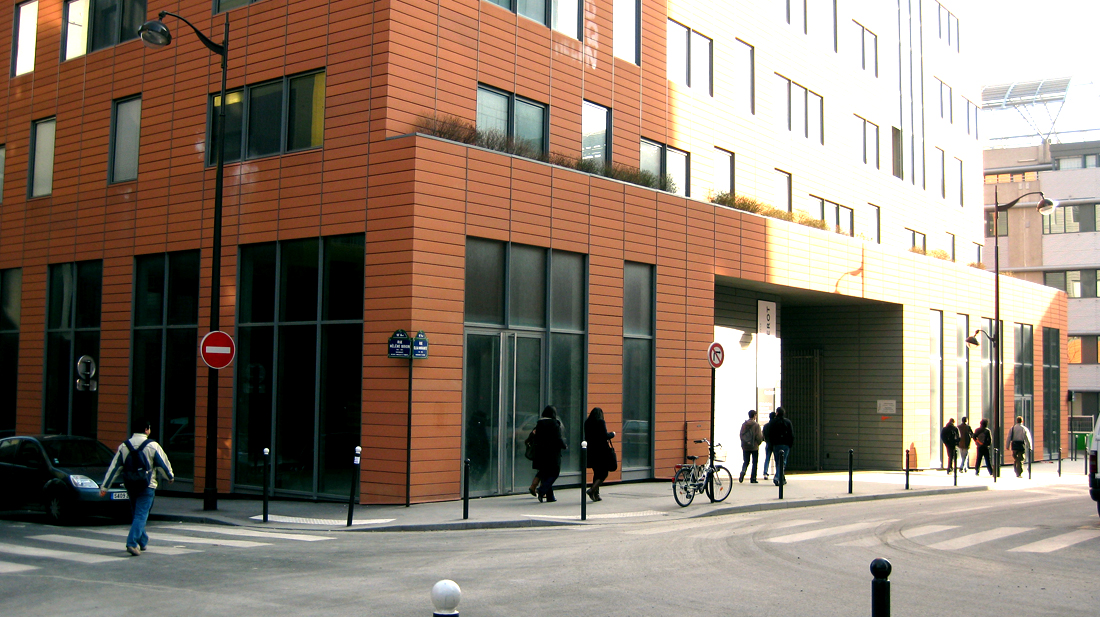
Budova Condorcet

### Budova Condorcet
Stavba nese jméno filozofa a matematika Nicolase de Condorceta (1743-1794) a nachází se v ulici Rue Elsa-Morante. Autory stavby jsou architekti P. Chaix a J.-P. Morel. Její rozloha je 20 000 m2 a sídlí zde fakulta fyziky.

### Budova Lamarck
Stavba nese jméno francouzského přírodovědce Jean-Baptisty de Lamarcka (1744–1829) a nachází se v ulici Rue Hélène-Brion. Stavbu realizovali architekti J. Guervilly a F. Mauffret. Budova má rozlohu 11 500 m2 a sídlí zde fakulta biologických věd a fakulta Země, životní prostředí a planety. V roce 2012 bude rozšířena po dokončení budovy M3I2.

### Budova Buffon
Stavba nese jméno přírodovědce a matematika Georges-Louise Leclerca de Buffona (1707-1788) a nachází se v ulici Rue Hélène-Brion. Stavbu navrhli architekti F. Chochon a L. Pierre a její rozloha činí 20 000 m2. Sídlí zde fakulta přírodních věd.

### Budova Lavoisier
Stavba nese jméno chemika, filozofa a ekonoma Antoina Lavoisiera (1743-1794) a nachází se v ulici Rue Jean-Antoine-de-Baïf. Rozloha budovy je 10 200 m2 a jejími autory jsou architekti Anouk Legendre a Nicolas Desmazières. Stavba byla dokončena v roce 2008 a sídlí zde fakulta chemie.

## Budovy ve výstavbě v rámci projektu Paris Rive Gauche
Čtyři budovy zůstávají prozatím ve výstavbě či v plánu v rámci druhé fáze dostavby areálu zahájené v roce 2010. Tato budovy postaví soukromý sektor a univerzita je bude mít v pronájmu 27 let za roční nájem 10 miliónů € a podílem na údržbě ve výši 15 %. Poté přejdou do jejího vlastnictví. Jejich dokončení se předpokládá v roce 2012. Základní kámen první budovy byl položen na 30. září 2004  a základní kámen čtvrté budovy 21. ledna 2010.

### Budova M6A1
Rozestavěná budova M6A1 se nachází v ulici Rue Croix-Jarry. Autorem je architekt J.-B. Lacoudre, náklady se předpokládají ve výši 45 miliónů € a dokončení v červnu 2012. Bude zde sídlo fakulty matematiky a informatiky a rovněž bude obsahovat sportovní zařízení. Budova včetně sportovní haly dosáhne rozlohy 25 000 m2.

### Budova M5B2
Výstavba budovy M5B2 probíhá na ulici Rue Albert-Einstein, její plocha bude 21 620 m2 a výška 46 m. Realizací byli pověřeni architekti Barthélémy a Grino. Bude sloužit pro fakultu jazyků a humanitních věd.

### Budova M3I2 (rozšíření budovy Lamarck)
Rozestavěná budova M3I2 o rozloze 4 300 m2 se nachází na Avenue de France. Náklady na výstavbu se odhadují ve výši 10 120 000 €. Je určena pro fakultu biologických věd a fakultu věd o Zemi.

### Budova M3A2
Výstavba M3A2 probíhá v ulici Rue Marguerite-Duras a její rozloha bude 550 m2. Autory jsou architekti Antonioni a Darmon a budova bude sloužit především k administrativním účelům.